# 绍苏瓦埃帕尼
绍苏瓦埃帕尼（法語：Chaussoy-Epagny）是法国皮卡第大区索姆省的一个市镇，属于蒙迪迪耶区努瓦河畔阿伊县。该市镇2009年时的人口为581人。

## 人口
绍苏瓦埃帕尼人口变化图示
| 数据来源：INSEE |